# Lokia ellioti
Lokia ellioti är en trollsländeart som beskrevs av Maurits Anne Lieftinck 1969. Lokia ellioti ingår i släktet Lokia och familjen segeltrollsländor. IUCN kategoriserar arten globalt som livskraftig. Inga underarter finns listade i Catalogue of Life.